# Acácio Mesquita
Pour les articles homonymes, voir Mesquita.
Acácio Mesquita, de son nom complet Acácio Pereira de Mesquita, est un footballeur portugais né le 18 juillet 1909 à Porto et mort le 30 mai 1945. Il évoluait au poste de milieu.

## Biographie

### En club
Acácio Mesquita est joueur du FC Porto de 1926 à 1937,.
Avec Porto, il remporte en 1932 l'édition du Campeonato de Portugal.
Acácio Mesquita fait partie des premiers Champions du Portugal : Porto remporte le tout premier championnat en 1935,.

### En équipe nationale
International portugais, il reçoit deux sélections en équipe du Portugal. Le 23 février 1930, il dispute un match contre la France (victoire 2-0 à Porto). Le 11 mars 1934, il joue le barrage aller de qualification pour la Coupe du monde 1934 contre l'Espagne et subit une lourde défaite 0-9 à Madrid.

## Palmarès
FC Porto
| - Championnat du Portugal (1) : - Champion : 1934-35. - Campeonato de Portugal (1) : - Vainqueur : 1931-32. |  | - Championnat de Porto (11) : - Champion : 1926-27, 1927-28, 1928-29, 1929-30, 1930-31, 1931-32, 1932-33, 1933-34, 1934-35, 1935-36 et 1936-37. |